# Crist Rei de Świebodzin
Crist Rei és una estàtua de Jesucrist a Świebodzin, Polònia occidental, que es va acabar de construir el 6 de novembre de 2010. La figura és de 33 metres d'alt, amb una corona de 3 metres d'alt, i juntament amb el seu pedestal, assoleix els 52,5 metres en total. És l'estàtua més alta de Jesús en el món.
La construcció va durar cinc anys i va costar 1,5 milions de dòlars, que es van aconseguir amb donacions dels 21.000 residents de la ciutat. El projecte va ser concebut i dirigit per Sylwester Zawadzki, un sacerdot polonès retirat.

## Característiques
L'estàtua va ser construïda en un espai rocós. Christ Rei té una alçada de 33 metres, simbolitzant una creença tradicional que quan Jesús va morir tenia 33 anys. La corona és 3.5 metres de diàmetre i 2 metres d'alçada, i és daurada. Pesa 440 tones. El cap sol té 4,5 metres d'alt i pesa 15 tones. Cada mà té 6 metres de longitud i la distància entre els finals dels dits és de 24 metres. El material constructiu és un compost d'un material anomenat concret i fibra de vidre. És 3 metres més alta que la coneguda imatge del Crist Redemptor de Rio de Janeiro, que sense el pedestal té 30,1 metres.

## Disseny
Diverses persones van participar en el disseny de l'escultura. El dissenyador principal va ser Mirosław Kazimierz Patecki a partir de les directrius de Jakub Marcinowski i Mikołaj KłSimić, de la Universitat de Zielona Gora. Elements de la roba i els braços de l'estàtua van ser dissenyats per Tomasz Stafiniak i Krzysztof Nawojski. Un altre resident de Świebodzin, Marian Wybraniec, va ser el responsable del disseny de les fundacions on l'estàtua va ser construïda.
La feina de construcció va comptar amb el personal del Santuari de la Pietat Divina de Świebodzin i va incloure paletes, manyans i mecànics.

## Construcció
El 29 de setembre de 2006 l'ajuntament de Świebodzin va aprovar una resolució que donava llum verda a la construcció de l'estàtua. Hi havia un acord previ entre el president, l'alcalde i el bisbe de Zielona Góra-Gorzów. Durant un temps es va aturar el projecte per motius de seguretat. Van fer donatius per acabar la construcció persones de l'indret i també d'altres llocs, com del Canadà, fins que l'estàtua s'acabà de construir el 6 de novembre de 2010 esdevenint l'estàtua més alta de Jesús al món segons el Llibre Guinness de Rècords Mundials.